# 全国中学校スキー大会
全国中学校スキー大会（ぜんこくちゅうがっこうスキーたいかい）は、毎年2月に中学生を対象として行われるスキー大会。

## 概要
第1回は1964年。全日本スキー連盟と日本中学校体育連盟と開催自治体と同教育委員会の共催で開催されている。2020年度は中止。しかし日本中体連は2027年度より全中から除外すると発表したが、野沢温泉での開催は2030年までで2031年から実施しない。